# Horisme nigrovittata
Horisme nigrovittata är en fjärilsart som beskrevs av W. Warren 1888. Horisme nigrovittata ingår i släktet Horisme och familjen mätare. Inga underarter finns listade i Catalogue of Life.